# Eminem Presents the Re-Up
Eminem Presents: the Re-Up è una compilation dell'etichetta discografica del rapper statunitense Eminem, la Shady Records. Il disco vede la presenza degli artisti dell'etichetta 50 Cent, D12 (Kuniva, Kon Artis, Swift e Bizarre), Obie Trice, Stat Quo e la partecipazione degli ospiti Nate Dogg, Akon e Lloyd Banks.
Ottiene un punteggio pari a 50/100 su Metacritic.

## Ricezione
| Recensione           | Giudizio |
| -------------------- | -------- |
| AllMusic             | [ 1 ]    |
| Stylus Magazine      | [ 8 ]    |
| RapReviews           | [ 9 ]    |
| Entertainment Weekly | B        |
| Rolling Stone        | [ 8 ]    |
| Prefix               | [ 11 ]   |
| The Guardian         | [ 8 ]    |
| NOW                  | [ 8 ]    |
| PopMatters           | [ 8 ]    |
| Billboard            | [ 8 ]    |
| Los Angeles Times    | [ 8 ]    |

Lo sforzo nasce come mixtape underground per promuovere gli artisti della Shady Records e ne mantiene i connotati, venendo poi "promosso" ad album in studio: «tipico lavoro della G-Unit/Shady Records», secondo la critica, le uniche due tracce di Eminem sono i controversi punti salienti del disco. La produzione di Eminem è criticata negativamente dagli autori musicali, che la giudicano troppo cupa e simile ai suoi lavori passati.
Eminem Presents: The Re-Up debutta al secondo posto della Billboard 200 vendendo 309 000 copie nella sua prima settimana. Nella sua seconda settimana, l'album vende altre 151 000 copie. Il 16 marzo 2007 è certificato disco di platino dalla RIAA. Al gennaio 2016, ha venduto oltre due milioni di copie in tutto il mondo.

## Tracce
1. Shady Narcotics (Intro) (Eminem) – 0:56 – Eminem
2. We're Back (Eminem, Obie Trice, Stat Quo, Bobby Creekwater & Ca$his) – 3:59 – Eminem, Resto (prod. agg.)
3. Pistol Pistol (Remix) (Obie Trice) – 2:25 – Eminem
4. Murder (Bizarre & Kuniva) – 2:10 – Eminem, Resto (prod. agg.)
5. Everything Is Shady (Ca$his) – 4:29 – Rikanatti
6. The Re-Up (Eminem & 50 Cent) – 2:57 – Eminem, Resto (prod. agg.)
7. You Don't Know (Eminem, 50 Cent, Lloyd Banks & Ca$his) – 4:17 – Eminem, Resto (prod. agg.)
8. Jimmy Crack Corn (Eminem & 50 Cent) – 3:54 – Eminem, Resto (prod. agg.)
9. Trapped (Proof) – 0:58 – Eminem
10. Whatever You Want (Swifty McVay & Mr. Porter) – 2:48 – Witt and Pep
11. Talkin' All That (Ca$his) – 4:05 – Rikanatti
12. By My Side (Stat Quo) – 4:06 – Focus...
13. We Ride for Shady (Ca$his & Obie Trice) – 3:08 – The Alchemist
14. There He Is (Bobby Creekwater) – 4:24 – The Alchemist
15. Tryin' Ta Win (Stat Quo) – 3:52 – The Alchemist
16. Smack That (Remix) (Akon featuring Stat Quo & Bobby Creekwater) – 5:11 – Akon
17. Public Enemy #1 (Eminem) – 1:54 – Eminem
18. Get Low (Stat Quo) – 3:19 – Dr. Dre, Dawaun Parker (prod. agg.)
19. Ski Mask Way (Eminem Remix) (50 Cent) – 3:03 – Disco D, Eminem (prod. agg.), Resto (prod. agg.)
20. Shake That (Remix) (Eminem, Nate Dogg, Obie Trice / Bobby Creekwater) – 2:59 – Eminem, Resto (prod. agg.)
21. Cry Now (Shady Remix) (Obie Trice, Kuniva, Bobby Creekwater, Ca$his & Stat Quo) – 5:09 – Witt and Pep
22. No Apologies (Eminem) – 4:18 – Eminem, Resto (prod. agg.)

Traccia bonus su iTunes
1. Billion Bucks (Stat Quo) – 3:41 – L.T. Moe

## Formazione
- Eminem - rapping, voce, tastiere
- Steve King - basso, chitarra
- Jeff Bass - tastiere
- Mike Elizondo - tastiere
- Dawaun Parker - tastiere
- Luis Resto - tastiere
- Tony Yayo - cori

## Classifiche

### Classifiche settimanali
| Classifica (2006)         | Posizione massima |
| ------------------------- | ----------------- |
| Australia                 | 17                |
| Austria                   | 12                |
| Belgio (Fiandre)          | 44                |
| Belgio (Vallonia)         | 92                |
| Canada                    | 1                 |
| Danimarca                 | 25                |
| Francia                   | 41                |
| Germania                  | 15                |
| Italia                    | 33                |
| Norvegia                  | 35                |
| Nuova Zelanda             | 1                 |
| Paesi Bassi               | 66                |
| UK Compilation Albums     | 3                 |
| Stati Uniti               | 2                 |
| US Top R&B/Hip-Hop Albums | 2                 |
| Svizzera                  | 9                 |

### Classifiche di fine anno
| Classifica (2006)         | Posizione massima |
| ------------------------- | ----------------- |
| Stati Uniti               | 44                |
| US Top R&B/Hip-Hop Albums | 27                |